# Lasioglossum aglyphum
Lasioglossum aglyphum är en biart som först beskrevs av Pérez 1895.  Lasioglossum aglyphum ingår i släktet smalbin, och familjen vägbin. Inga underarter finns listade i Catalogue of Life.